# Fotbal pe hârtie
Fotbalul pe hârtie este un joc pe hârtie, pentru doi jucători, imitând jocul de fotbal.

## I „FOTBAL PE HÂRTIE”

### 1. PRINCIPII GENERALE
1.1. Fotbalul pe hârtie este un joc combinativ pentru 2 persoane care se joacă pe o foaie de hârtie în pătrate, ce imitează jocul de fotbal.
1.2. Pentru efectuarea mișcărilor se folosește pixul obișnuit. Se recomandă ca fiecare jucător să folosească în joc câte un pix de o altă culoare decât adversarul.
1.3. Mișcarea fiecărui jucător constă în trasarea liniilor neîntrerupte din 3 pătrate care constituie direcția „mingii”.
1.4. Scopul fiecărui jucător - de a introduce „mingea” în poarta adversarului, astfel marcând gol.
1.5. Se consideră învingător jucătorul care marchează mai multe goluri decât adversarul. Respectiv, celălalt jucător este declarat înfrânt. În cazul parității de goluri marcate jocul se consideră încheiat la egalitate.
1.6. Indiferent de competiție sau de statutul jocului pentru victorie se acordă 3 puncte, pentru egalitate - 1 punct, pentru înfrângere - 0 puncte.
1.7. Jucătorul 1 se consideră pe teren propriu și începe jocul strict de la mijlocul terenului.
1.8. Punctul final al mișcării jucătorului 1 se consideră punctul inițial al mișcării jucătorului 2.
1.9. Pentru determinarea învingătorului pe principii egale se recomandă ca adversarii să aibă o rundă din 2 sau mai multe jocuri (număr par), ambii pe rând fiind jucătorul 1.

### 2. TERENUL DE JOC

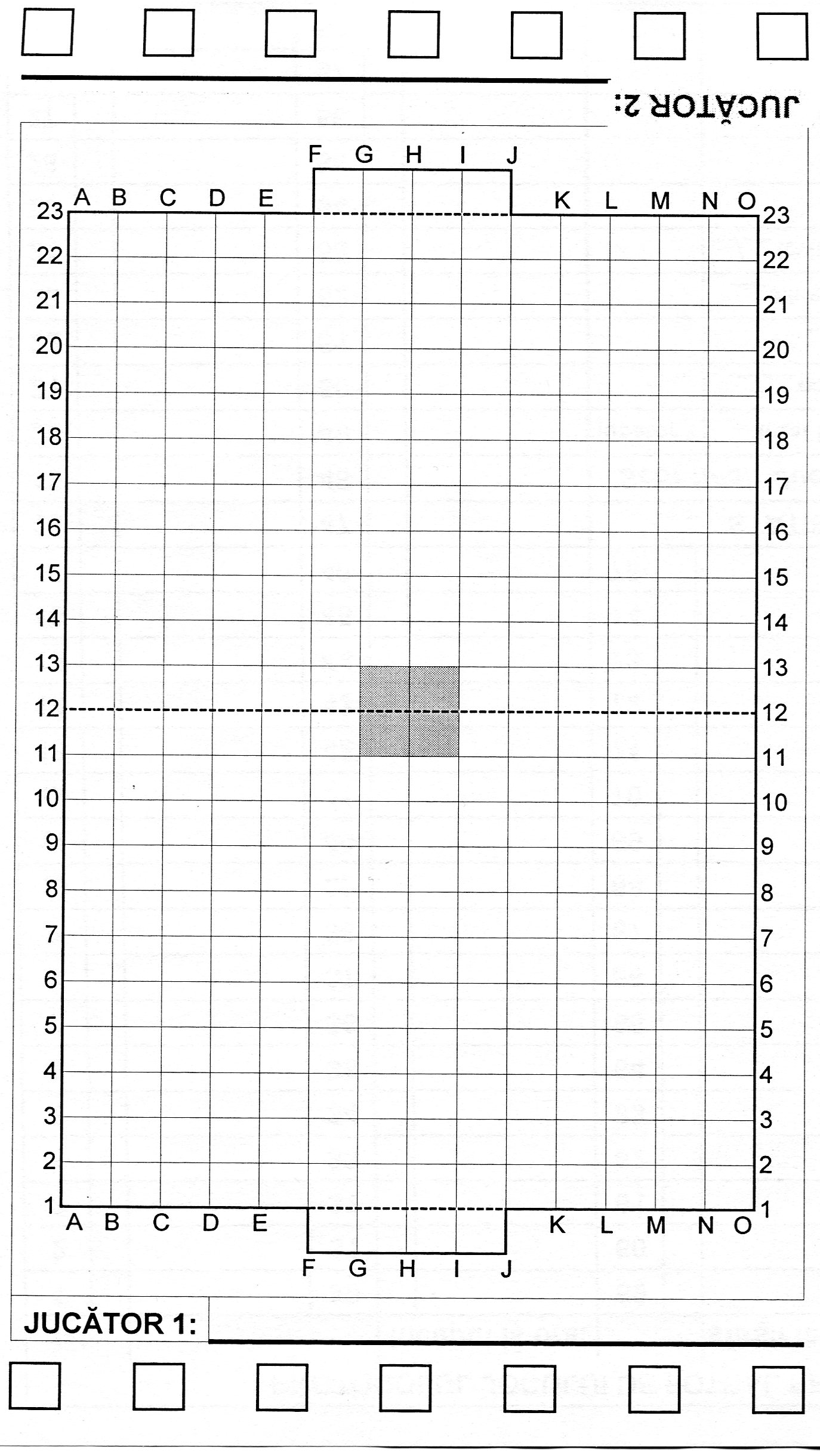
Terenul jocului de fotbal pe hârtie

2.1. Dimensiunile clasice ale terenului de joc sunt următoarele: lățimea de 14 pătrate, lungimea de 22 pătrate, porțile de 4 pătrate fiecare, amplasate în fața fiecărui jucător la mijlocul liniilor orizontale ce delimitează terenul, astfel încât în fiecare parte laterală a porții se află câte 5 pătrate.
2.2. Notația terenului este efectuată, ținând cont de punctele care se află la intersectarea liniilor pătratelor, pe orizontală cu literele de la A la O de la stânga la dreapta din poziția jucătorului 1 și pe verticală cu numerele de la 1 la 23 (inclusiv porțile),1 fiind mai aproape de jucătorul 1.
2.3. La mijlocul terenului pe orizontală este trasată o linie întretăiată ce delimitează jumătățile de teren a jucătorilor, ea fiind denumită „linia de mijloc” - coordonatele a12-o12.
2.4. Liniile situate perpendicular cu linia de mijloc, ce delimitează lateral tereneul de joc și marchează extremitățile liniei de mijloc se numesc „linii laterale”. În acest sens deosebim linia laterală de stânga (coordonatele a1-a23) și linia laterală de dreapta (coordonatele o1-o23), luându-se în calcul poziția porții jucătorului 1.
2.5. Liniile din părțile laterale ale porților fiecărui jucător, paralele cu linia de mijloc se numesc „linii frontale”. În funcție de poziția acestora deosebim linia frontală de stânga (la jucătorul 1 coordonatele a1-f1, la jucătorul 2 coordonatele a23-f23) și linia frontală de dreapta (la jucătorul 1 coordonatele j1-o1, la jucătorul 2 coordonatele j23-o23), având în vedere poziția porții jucătorului 1.
2.6. Linia ce delimitează terenul de interiorul porții este întretăiată și poartă denumirea de „linia porții” - coordonatele: la jucătorul 1 f1-j1, la jucătorul 2 f23-j23.
2.7. Punctul în care o extremitate a liniei porții se întâlnește cu linia de delimitare a terenului de joc poartă denumirea de „bară a porții”. Fiecare jucător are respectiv câte 2 bare a porții. În funcție de poziția acestora în raport cu jucătorul 1 dosebim bara stângă a porții (la jucătorul 1 coordonatele f1, la jucătorul 2 coordonatele f23) și bara dreaptă a porții (la jucătorul 1 coordonatele j1, la jucătorul 2 coordonatele j23).
2.8. 4 pătrate din mijlocul terenului se deosebesc puțin la culoare de restul terenului, având scopul de a evidenția mijlocul terenului și poartă denumirea de „mijlocul terenului” - coordonatele g13-i13-i11-g11.

### 3. MIȘCAREA
3.1. Mișcarea reprezintă trasarea liniilor succesive neîntrerupte cu evitarea de suprapuneri, traectoria cărora se extinde pe 3 pătrate, punctul inițal al căreia întotdeauna diferă de punctul final. Mișcarea în cauză mai poartă denumirea de „mișcare standard”. Mișcările care conțin mai puține sau mai multe pătrate sunt interzise, cu excepția cazurilor de executare a loviturilor de pedeapsă.
3.2. Mișcarea poate fi efectuată în orice direcție pe verticală, pe orizontală, precum și pe diagonala pătratelor. În procesul mișcării se permite schimbarea direcției, astfel încât în final mișcarea poate să nu reprezinte o linie dreaptă.
3.3. În timpul mișcării se interzice atingerea sau întretăierea liniilor din mișcările anterioare ale ambilor jucători.
3.4. Se interzice mișcarea efectuată cu suprapunerea liniilor laterale, liniilor frontale și a barelor porții, cu excepția liniei porții. În cazul lipsei de alternativă în procesul mișcării, se permite doar atingerea (nu și suprapunerea) liniilor laterale și frontale, cu condiția că punctul final al mișcării să nu se afle pe aceste linii. În acest sens, dacă la moment există o altă mișcare de alternativă, ea se aplică în mod obligatoriu.

### 4. LOVITURA DE PEDEAPSĂ
4.1. Situația „închis” se constată la jucător atunci când nu are posibilitatea de a efectua mișcarea regulamentară, adică în procesul efectuării presupusei mișcări se încalcă prevederile punctelor 3.3. și 3.4. ale prezentului Regulament.
4.2. Jucătorul aflat în situația „închis” cedează mișcarea lui celuilalt jucător care obține în așa caz dreptul la mișcarea „lovitură de pedeapsă”.
4.3. Lovitura de pedeapsă, diferită de mișcarea standard, reprezintă o mișcare într-o linie dreaptă din 6 pătrate orientată în orice direcție, fără a ține cont de mișcările anterioare ale jocului. În procesul executării loviturii de pedeapsă se permite schimbarea direcției (redirecționarea) în condițiile prevăzute de prezentul Regulament.
4.4. Se interzice finalizarea loviturilor de pedeapsă în punctele localizate pe liniile laterale, frontale și barele porților. Regula în cauză nu se aplică pentru linia porții.
4.5. Dacă după executarea loviturii de pedeapsă se constată în mod repetat situația „închis” pentru celălalt jucător, atunci se mai aplică o lovitură de pedeapsă. Ulterior se aplică aceeași regulă până când „mingea” se va afla în spații libere, adică va apărea posibilitatea pentru celălalt jucător de a efectua regulamentar mișcarea.
4.6. Loviturile de pedeapsă executate consecutiv de același jucător poartă denumirea de „serie”.
4.7. În cadrul seriei loviturile de pedeapsă pot să se întretaie între ele, însă nu pot fi aplicate (suprapuse) pe aceleași linii de același jucător în seria respectivă. În acest sens, la executarea seriilor ulterioare a aceluiași jucător, adică după ce au precedat minimum o mișcare a celuilalt jucător, se permite suprapunerea executării loviturilor de pedeapsă pe aceleași linii din seriile precedente ale ambilor jucători, însă cu respectarea aceleiași condiții pentru seria în cauză.
4.8. Redirecționarea loviturii de pedeapsă poate avea loc numai în cazul când în procesul executării ei se atinge linia laterală. În procesul executării loviturii de pedeapsă redirecționarea se permite după trasarea liniilor în pătratele 3, 4 și 5. Redirecționarea în cazul pătratelor 1 și 2 este interzisă.
4.9. Redirecționarea loviturii de pedeapsă este posibilă atunci când linia loviturii de pedeapsă la atingerea liniei laterale formează unghiul ascuțit de 45 grade. Redirecționarea în cazul unghiului drept de 90 grade este interzisă.
4.10. Este interzisă redirecționarea loviturii de pedeapsă în cazul atingerii liniilor frontale sau a barelor porților.
4.11. La executarea loviturii de pedeapsă redirecționate se delimitează 2 faze: „faza inițială” - linia dreaptă ce constituie direcția inițială, compusă din 3, 4 sau 5 pătrate; „faza finală” - linia pe un singur pătrat cu direcția schimbată sub un unghi drept de 90 grade față de linia din faza inițială. În acest sens, loviturile de pedeapsă redirecționate pot fi de 4, 5 sau 6 pătrate.
4.12. Într-o singură serie pot fi aplicate doar 2 lovituri de pedeapsă redirecționate, cu condiția că ele sunt executate cu atingerea ambelor linii laterale, respectiv o lovitură - cu linia laterală de stânga și cealaltă lovitură - cu linia laterală de dreapta.

### 5. GOLUL
5.1. Golul se consideră marcat numai atunci când prin mișcare se întretaie linia porții, nefiind atinsă bara porții, astfel pătrunzându-se în interiorul porții cel puțin cu un pătrat.
5.2. Dacă prin mișcare se atinge sau se suprapune linia porții fără ca aceasta să fie ulterior întretăiată - această acțiune nu se consideră ca marcare de gol.
5.3. Golul poate fi marcat și prin lovitură de pedeapsă cu condiția că nu va fi atinsă bara porții.
5.4. În cazul când jucătorul prin mișcarea sa nu are altă posibilitate decât să întretaie linia propriei porți, atunci această acțiune se consideră ca autogol. Autogolul este adjudecat în folosul celuilalt jucător.
5.5. După marcarea golului (autogolului) jucătorul în poarta căruia s-a marcat reîncepe jocul de la un spațiu liber situat în linia de mijloc, adică locul în care nu sunt prezente liniile de la mișcările, inclusiv loviturile de pedeapsă, anterioare ale ambilor jucători.

### 6. SFÂRȘITUL JOCULUI
6.1. Jocul se declară finalizat atunci când nu mai este posibil de a-l reîncepe de la linia de mijloc. Cu alte cuvinte, este actuală situația când mișcările efectuate anterior, inclusiv loviturile de pedeapsă, îngrădesc accesul și nu-i permit jucătorului de a efectua regulamentar o mișcare.
6.2. Jocul se declară finalizat și în situația când un jucător, executând loviturile de pedeapsă, nu poate oferi o soluție nici pentru el, nici pentru adversar. Adică, executând aceste lovituri, jucătorul nu poate ieși la spații libere (în care nu sunt prezente liniile de la mișcările anterioare, inclusiv loviturile de pedeapsă) sau se află în imposibilitate de a îndeplini condițiile prevăzute în propoziția a doua a punctului 4.5. din prezentul Regulament. În acest caz nu pot fi aplicate prevederile punctului 6.1. al prezentului Regulament, adică jocul se finalizează, indiferent de prezența spațiilor libere suficiente la linia de mijloc.

### 7. DISPOZIȚII FINALE
7.1. În joc este stabilită regula: „Ce este scris - așa rămâne!”, adică în procesul efectuării regulamentare a mișcării nu se admit în nici un caz corectări de la combinația inițială a liniilor trasate.
7.2. În procesul efectuării mișcărilor jucătorii nu sunt limitați în timp, ei având dreptul de a analiza diferite variante și combinații strategice de evoluție a jocului.
7.3. Spațiile (punctele) propriului teren la fiecare jucător sunt în număr de 161 și se delimitează astfel: la jucătorul 1 în perimetrul cu coordonatele: a2-a11-o11-o2-n2-n1-k1-k2-i2-i1-g1-g2-e2-e1-b1-b2-a2; la jucătorul 2 în perimetrul cu coordonatele: a13-a22-b22-b23-e23-e22-g22-g23-i23-i22-k22-k23-n23-n22-o22-o13-a13. 15 spații (puncte) din linia de mijloc (a12-o12) nu aparțin jucătorilor, fiind considerate neutre.
7.4. Notația jocului se efectuează în conformitate cu Regulile de înregistrare a jocului de fotbal pe hârtie (anexă) - parte integrantă a prezentului Regulament.

## Anexă la Regulamentul jocului „fotbal pe hârtie”

### REGULILE DE ÎNREGISTRARE A JOCULUI DE FOTBAL PE HÂRTIE

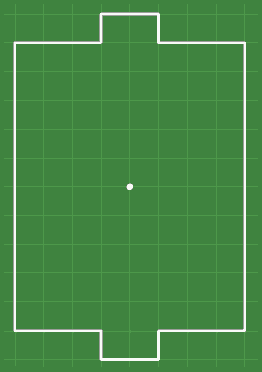
An 8×10 field of Paper Soccer, with a "goal" at either end and a starting point marked in the center.

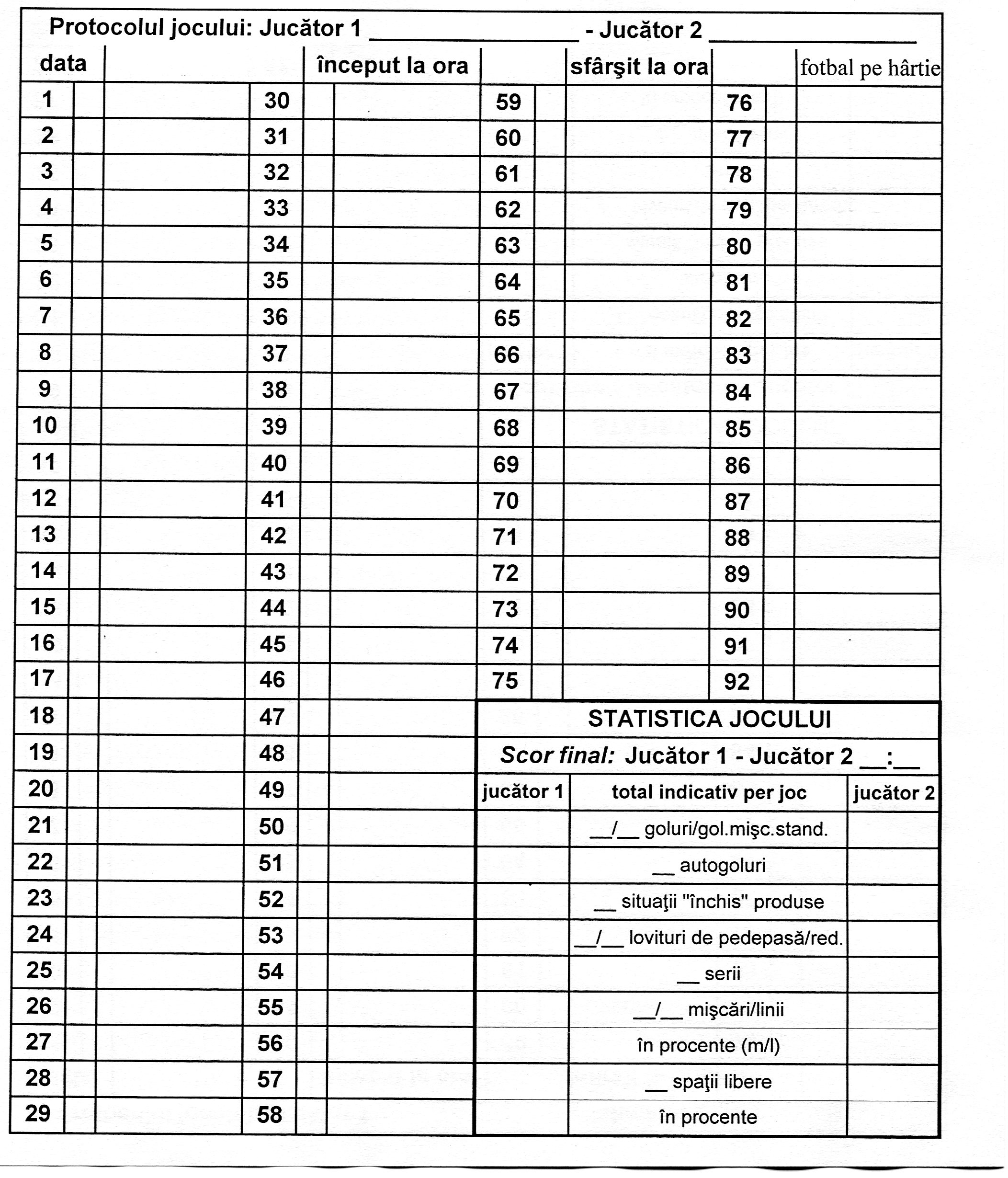
Protocolul jocului de fotbal pe hârtie

1. La începutul jocului fiecare jucător își înscrie numele și prenumele în rubrica din dreapta inscripțiilor, respectiv „JUCĂTOR 1” și „JUCĂTOR 2”.
2. Jucătorul 1, în virtutea calității sale de jucător pe teren propriu, este obligat să înregistreze jocul în strictă conformitate cu prezentele Reguli. Tot el va indica în rubricile respective ale protocolului data desfășurării jocului, ora începerii și ora sfârșitului partidei.
3. După marcarea fiecărui gol (autogol) jucătorul care a marcat face înregistrarea respectivă, colorând succesiv câte un pătrat din cele 7 amplasate în spatele propriei porți și înscriind alăturat numărul mișcării în care s-a marcat golul.
4. În protocol, în dreptul numărului mișcării se înscrie jucătorul care a efectuat mișcarea în cauză, respectiv cifra 1 sau cifra 2. În rubrica imediat alăturată se notifică mișcarea propriu zisă.
5. Notificarea mișcării începe cu înscrierea literei cu minusculă, apoi a cifrei respective, fără spațiu între ele, fiind reprezentarea codificată a coordonatelor punctului în cauză. Ex.: k19
6. Cifra și litera respectivă localizează punctul de schimbare a direcției mișcării, precum și punctul final al mișcării. În cazul unei mișcări în linie dreaptă se indică doar coordonatele punctului final.
7. Punctul inițial al mișcării nu se indică, fiind subînțeles ca punct final al mișcării anterioare.
8. Prin derogare de la punctul 7, coordonatele punctului inițial al mișcării se indică numai în cazul reînceperii jocului de la linia de mijloc, fiind înscrisă doar litera cu minusculă.
9. În cazul reînceperii jocului de la linia de mijloc după prima literă cu minusculă urmează simbolul : , apoi celelalte coordonate despărțite între ele cu cratimă scurtă. Ex.: d:e13-d14-d13
10. În cazul înscrierii a 2, 3 sau 4 coordonate ale aceleiași mișcări ele se delimitează prin cratimă scurtă, fără spațiu vădit între elemente. Ex.: j15-k14-l14
11. În cazul notificării mișcării ce a produs situația "închis" ulterior coordonatelor se înscrie separat simbolul #. Ex.: e21-f20-e20 #
12. În cazul notificării loviturii de pedeapsă anterior coordonatelor se înscrie separat litera majusculă P. Ex.: P f19
13. În cazul notificării loviturii de pedeapsă redirecționate anterior coordonatelor se înscriu separat litera majusculă P urmată imediat de cifra 4 sau 5 (respectiv în cazul loviturilor de 4 sau 5 linii) și simbolul /, adică P4/ sau P5/ . Ex.: P5/ a18-b19
14. În cazul marcării golului la finalul coordonatelor se înscrie separat litera majusculă X. Ex.: k2-j2-i1 X
15. În cazul marcării autogolului la finalul coordonatelor se înscrie separat litera majusculă X urmată imediat de simbolul !, adică X! . Ex.: h22-i23 X!
16. La finalizarea jocului, mai jos de coordonatele ultimei mișcări se scrie cu litere majuscule FIN, iar la finalizarea jocului în condițiile prevăzute de punctul 6.2. al Regulamentului se scrie cu litere majuscule FIN urmate imediat de simbolul ), adică FIN) .
17. La final, părțile, de comun acord, completează rubricile respective din protocol cu statistica jocului fiecărui jucător: goluri marcate, autogoluri, situații „închis” produse, lovituri de pedeapsă (inclusiv redirecționate), serii, mișcări/linii, procentul din totalul de mișcări/linii, spații libere pe propriul teren, procentul din totalul spațiilor libere pe teren.
|                |
| A single move. |

|                      |
| A move with bounces. |